# Giriyapura, Hosadurga
Giriyapura là một làng thuộc tehsil Hosadurga, huyện Chitradurga, bang Karnataka, Ấn Độ.